# ويليام ماسون (سياسي)
ويليام ماسون (بالإنجليزية: William Mason)‏ هو سياسي أمريكي، ولد في 10 سبتمبر 1786 بلبانون في الولايات المتحدة، وتوفي في 13 يناير 1860 في الولايات المتحدة. حزبياً، نشط في ديمقراطية جاكسونية والحزب الديمقراطي. وقد انتخب عضو جمعية ولاية نيويورك وانتخب عضو مجلس النواب الأمريكي.